# مارسيل هارتيل
مارسيل هارتيل (بالألمانية: Marcel Hartel) (19 يناير 1996 بكولونيا في ألمانيا - ) هو لاعب كرة قدم ألماني في مركز الوسط. لعب مع نادي كولن.

## روابط خارجية
- مارسيل هارتيل على موقع قاعدة بيانات كرة القدم.إي يو (الإنجليزية)
- مارسيل هارتيل على موقع Soccerway.com (الإنجليزية)
- مارسيل هارتيل على موقع عالم كرة القدم.نت (الإنجليزية)
- مارسيل هارتيل على موقع AS.com (الإسبانية)